# Tamiops
Tamiops — рід (Tamiops) вивірок (Sciuridae) підродини Callosciurinae. Це маленькі смугасті деревні вивірки з Азії. Довжина їхньої голови й тулуба становить від 10 до 13 см. Їх часто плутають з іншими вивірками (наприклад, Funambulus або Tamias). На відміну від цих інших вивірок, вони мають менші округлі вуха з білими волосками на кінчиках. Посередині спини розташована чорна поздовжня смуга, яка паралельна двом парам світлих поздовжніх смуг, розташованих з обох боків. Ці бліді смуги розділені темно-коричневими смугами.
Залежно від ареалу живуть у вологих тропічних лісах, листяних або хвойних лісах. Тут вони живуть у дуплах дерев і виходять удень, щоб добути горіхи, фрукти та насіння, а іноді й комах.